# One Piece: Grand Battle! 3
One Piece: Grand Battle! 3 (ONE PIECE グランドバトル! 3) ist ein Kampfspiel, das von der Firma Ganbarion entwickelt und vom Herausgeber Bandai Namco für die Spielkonsolen PlayStation 2 und Gamecube veröffentlicht wurde. Das Spiel basiert auf der Mangareihe One Piece. Das Spiel wurde am 11. Dezember 2003 in Japan veröffentlicht. Es ist die Fortsetzung von From TV Animation – One Piece: Grand Battle! 2. Das Opening des Spiels verwendet die Musik We Are!.

## Inhalt
Der Piratenkapitän Monkey D. Ruffy macht sich auf die Reise um der König der Piraten zu werden. Während seiner Reise trifft er auf den Gott Enel und seine Armee. Dieses Spiel behandelt die Skypia-Saga.

## Spielprinzip
Anders als im Vorgänger ist das Spiel komplett in 3D. Es gibt wieder in den Arenen Gegenständen und Hindernissen. Die Gamecube Version hat zudem noch das Spiel One Piece Going Baseball, dass mithilfe des Verbindungskabel gespielt werden kann. Jede Charakter hat zwei verschiedene Special Moves und einige haben noch Unterstützer-Charaktere.
| Charaktere      | Unterstützer-Charaktere                   |
| --------------- | ----------------------------------------- |
| Monkey D. Ruffy | -                                         |
| Lorenor Zoro    | -                                         |
| Nami            | -                                         |
| Lysop           | -                                         |
| Sanji           | -                                         |
| Hina            | Jango, Fullbody                           |
| Enel            | -                                         |
| Viper           | -                                         |
| Smoker          | Tashigi                                   |
| Nico Robin      | -                                         |
| Crocodile       | -                                         |
| Mr. 2 Bon Clay  | -                                         |
| Chooper         | Gan Fall                                  |
| Ohm             | Gedatsu, Shura, Satori                    |
| Shanks          | Benn Beckman, Lucky Roux, Yasop, Rockstar |
| Ace             | -                                         |

Die auswählbaren Stages sind Jaya, Windmühlendorf, Skypiea, Maxim, Drum Castle, Mary Geoise und Alubarna.

## Rezeption
Famitsu vergab eine Punktzahl von 27/40.